# 김진식
김진식(한국 한자: 金珍植, 1977년 3월 16일 ~ )은 대한민국의 전 축구 선수이며, 포지션은 골키퍼였다.